# 王晓栋
王晓栋（1971年6月—）河北沙河人。1999年9月参加工作，1991年3月加入中国共产党。西南交通大学航地系毕业，测量工程系硕士，中国科学院理学博士研究生学历。中华人民共和国政治人物。

## 生平
历任河北省科学技术厅厅长助理（正处级）、团省委党组成员等职。2003年4月，任共青团河北省委副书记、党组副书记。2007年4月，任共青团河北省委书记。
2010年4月，任中共保定市委副书记（正厅级）。此后，先后担任过中共保定市委副书记、市委党校校长，中共保定市委副书记、南市区区委书记。2015年8月，任河北省科学技术厅副厅长。2016年8月，任河北省残联党组副书记、副理事长。